# Simon Kick

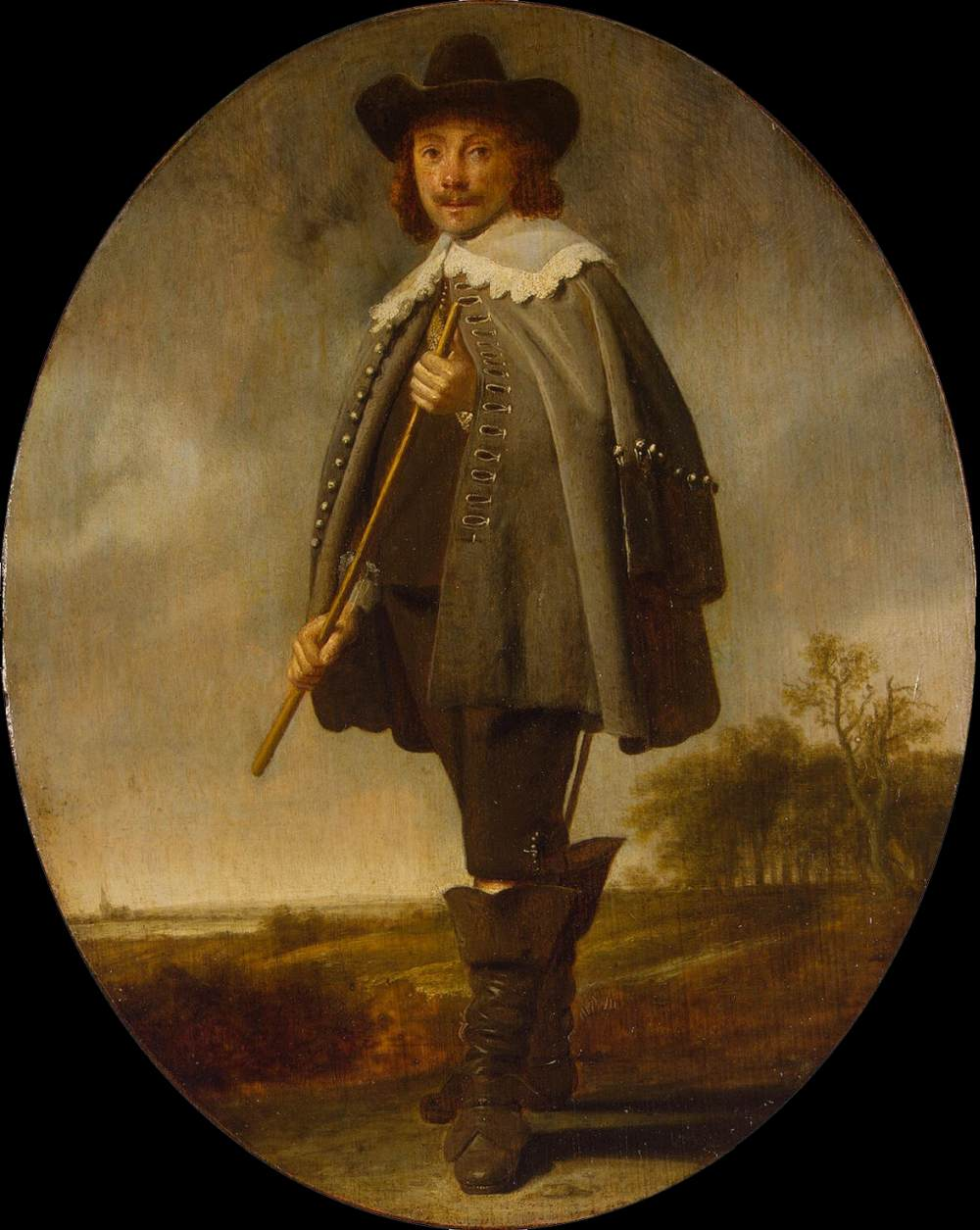
Portret van een jonge man, olieverf op paneel, Hermitage, Sint-Petersburg

Simon Kick (Delft, 1603 - Amsterdam, 1652) was een Nederlands kunstschilder, tekenaar en mogelijk ook beeldhouwer uit de Gouden Eeuw. Kick schilderde portretten en genrestukken, vaak met het militaire leven als thema.
Simon was een zoon van Willem Anthonisz Kick en Tanneken de Brey, die in 1590 waren getrouwd. Hij was een halfbroer van de goudleermaker Willem Kick. 
Rond 1624 trok hij naar Amsterdam, waar zijn vader oorspronkelijk ook vandaan kwam. Op 5 september 1631 ging hij in ondertrouw met Stijntje Duyster, die een zuster was van de kunstschilder Willem Cornelisz. Duyster. Deze ging op dezelfde dag in ondertrouw met Margrieta Kick, een zuster van Simon Kick. Het echtpaar kreeg vier kinderen, onder wie de bloemschilder Cornelis Kick en drie dochters.
De schilder woonde en werkte tot zijn dood in de Nieuwmarktbuurt. Hij werd begraven in de Zuiderkerk op 26 september 1652.